# Goera martynowi
Goera martynowi is een schietmot uit de familie Goeridae. De soort komt voor in het Palearctisch gebied.